# Secretário-Geral do Partido Comunista Português
O Secretário-Geral do Partido Comunista Português é a figura política mais importante do Partido Comunista Português, eleita pelo Comité Central. Desde 12 de novembro de 2022, o cargo é ocupado por Paulo Raimundo.

## Eleição
De acordo com o artigo 35.º dos estatutos do partido, "[o] Comité Central tem a faculdade de eleger, de entre os seus membros, um Secretário-Geral do Partido".

## Funções
O Secretário-Geral do Partido Comunista Português é, ex-officio, membro do Comité Central e do Secretariado.
De acordo com a Lei das precedências do Protocolo do Estado Português, o secretário-geral do PCP, tal como os líderes de outros partidos com assento parlamentar, é o 16.º ordem de precedência no Protocolo de Estado Português.

## Secretários-Gerais do Partido Comunista Português
| # | Secretário-Geral (Nascimento-Morte)            | Retrato    | Círculo eleitoral                                 | Início do mandato      | Fim do mandato         | Cargos enquanto líder | Outros cargos | Refs.                   |
| - | ---------------------------------------------- | ---------- | ------------------------------------------------- | ---------------------- | ---------------------- | --- | --- | ----------------------- |
| 1 | José de Sousa (1898–1967)                      |            |                                                   | 4 de março de 1923     | maio de 1923           | | Secretário-Geral das Juventudes Sindicalistas (anarquistas) Secretário-Geral da Federação das Juventudes Comunistas (1921) Secretário-Geral da Comissão Intersindical (1930) Substituto do Secretário-Geral Bento Gonçalves durante a sua prisão (1930-1933) | [ 5 ] [ 6 ] [ 7 ] [ 8 ] |
| — | Cargo vago                                     | Cargo vago | Cargo vago                                        | maio de 1923           | 12 de novembro de 1923 | Cargo vago | Cargo vago | Cargo vago              |
| 2 | José Carlos Rates (1879–1945)                  |            |                                                   | 12 de novembro de 1923 | 30 de maio de 1926     | | | [ 9 ]                   |
| — | Cargo vago                                     | Cargo vago | Cargo vago                                        | 30 de maio de 1926     | 21 de abril de 1929    | Cargo vago | Cargo vago | Cargo vago              |
| 3 | Bento António Gonçalves (1902–1942)            |            |                                                   | 21 de abril de 1929    | 11 de setembro de 1942 | | | [ 10 ]                  |
| — | Cargo vago                                     | Cargo vago | Cargo vago                                        | 11 de setembro de 1942 | 31 de março de 1961    | Cargo vago | Cargo vago | Cargo vago              |
| 4 | Álvaro Barreirinhas Cunhal (1913–2005)         |            | Lisboa                                            | 31 de março de 1961    | 5 de dezembro de 1992  | Presidente da Conferência dos Partidos Comunistas da Europa Ocidental (1968) Ministro sem pasta (1974-1975) Deputado na Assembleia da República (1976-1987) Conselheiro de Estado (1982-1992) Líder da Oposição (1983-1985) | Secretário-Geral da Federação das Juventudes Comunistas Portuguesas (1935) Presidente do Conselho Nacional do Partido Comunista Português (1992-1996) | [ 11 ] [ 12 ]           |
| 5 | Carlos Alberto do Vale Gomes Carvalhas (1941–) |            | Lisboa                                            | 5 de dezembro de 1992  | 27 de novembro de 2004 | Deputado na Assembleia da República (1976-1980; 1983-2005) | Secretário de Estado do Trabalho (1974-1975) Secretário-Geral Adjunto do Partido Comunista Português (1990-1992) Deputado no Parlamento Europeu (1989-1990) Conselheiro de Estado (2001-2006)                                                                |                         |
| 6 | Jerónimo Carvalho de Sousa (1947–)             |            | Lisboa (1975-1995; 2005-2022) Setúbal (2002-2005) | 27 de novembro de 2004 | 12 de novembro de 2022 | Deputado na Assembleia da República (1976-1995; 2005-2022) | Deputado na Assembleia Constituinte (1975-1976) |                         |
| 7 | Paulo Alexandre Cantigas Raimundo (1976–)      |            | Lisboa                                            | 12 de novembro de 2022 | presente               | Deputado na Assembleia da República (2024-...) | |                         |

## Secretários-Gerais Interinos e Cargos Equiparados
| Nome                      | Mandato(s) | Nome do Cargo                       | Referências   |
| ------------------------- | ---------- | ----------------------------------- | ------------- |
| Henrique Caetano de Sousa | 1921-1922  | Secretário da Junta Nacional do PCP | [ 13 ]        |
| Miguel Russel             | 1935       | Secretário-geral interino do PCP    | [ 14 ] [ 15 ] |
| Armando Magalhães         | 1938-1939  | Secretário-geral interino do PCP    | [ 16 ]        |
| Vasco de Carvalho         | 1939-1942  | Secretário-geral interino do PCP    | [ 17 ] [ 18 ] |